# Aproteles bulmerae
Aproteles bulmerae је критично угрожена врста слепог миша (Chiroptera) из породице великих љиљака (Pteropodidae). 

## Распрострањење
Ареал врсте је ограничен на мањи број држава. Врста је присутна у следећим државама: Индонезија (Западна Нова Гвинеја) и Папуа Нова Гвинеја.

## Станиште
Станишта врсте су шуме и травна вегетација. Врста је по висини распрострањена од 1.400 до 2.400 метара надморске висине. Врста је присутна на подручју острва Нова Гвинеја.

## Угроженост
Ова врста је крајње угрожена и у великој опасности од изумирања.